# 昼下りの決斗
『昼下りの決斗』（ひるさがりのけっとう、Ride the High Country）は、サム・ペキンパー監督、N・B・ストーン・Jr脚本による1962年のアメリカ合衆国の西部劇映画である。出演はランドルフ・スコット、ジョエル・マクリー、マリエット・ハートレイらである。ランドルフ・スコットは本作を以て俳優を引退した。
1992年にアメリカ議会図書館によって国立フィルム登録簿に選ばれた。

## あらすじ
高名な元保安官のジャッドはいまや年老い、職を探す身分であった。彼はカリフォルニアのある町で、金を山の金鉱から町の銀行へ持ち帰る仕事にありついた。道中には強盗が出るため、あと二人の応援が必要だった。保安官時代の相棒ギル、そして町の元気な若者ヘックが同行することに決まった。しかしギルは、実はヘックと一緒に金を横取りするつもりであった。
三人は山へ向かう途中で父娘が暮す牧場に一夜の宿を借りたが、信心深い父親は娘エルサに外出や異性との交流を厳しく禁じていた。エルサはそんな父を窮屈に思っており、金鉱で働くビリーと結婚するため家出して三人についていく。一行は無事に金鉱に到着し、エルサは判事や金鉱の一同の立会いのもと、酒場でビリーと結婚式を挙げる。しかしビリー兄弟5人は世間知らずのエルサをもてあそぼうとする連中で、初夜を強要されようとした彼女は抵抗し、駆け付けたジャッドに救い出される。ギルは結婚が無効だと証言するよう判事に強要し、一行は金鉱を立ち去る。
ビリー兄弟たちは一行を追って襲うが、返り討ちで二人を失って退却する。その後、ジャッドは金を持ち去ろうとしたギルたちを阻止して二人の手を縛り、町の保安官に渡すと宣告した。ヘックは服役してからエルサのもとへ戻る覚悟を固めたが、ギルは夜のうちに逃げ出す。残った三人がエルサの牧場に着くと、ビリー兄弟が先回りして父親を殺し、待ち伏せしていた。銃撃戦が始まってジャッドとヘックが負傷するが、そこへギルが加勢する。ジャッドが決闘を呼びかけ、ヘックをエルサのところに残してギルと立ち上がる。決闘に応じたビリー兄弟は殺されたが、ジャッドも数発の銃弾を受けて致命傷を負った。ギルは金を横取りせず届けることを約束し、三人が町へ向かったのを見届けたジャッドは静かに息を引き取った。

## キャスト
| 役名                 | 俳優                             | 日本語吹替                     | 日本語吹替                    | 日本語吹替 |
| 役名                 | 俳優                             | 東京12ch旧版                   | 東京12ch新版                  |            |
| -------------------- | -------------------------------- | ------------------------------ | ----------------------------- | ---------- |
| ギル・ウェストラム   | ランドルフ・スコット             | 森山周一郎                     | 黒沢良                        |            |
| スティーヴ・ジャッド | ジョエル・マクリー               | 小林昭二                       | 小林昭二                      |            |
| エルザ               | マリエット・ハートレイ           | 池田和歌子                     | 岡本茉利                      |            |
| ヘック・ロングツリー | ロン・スター                     | 広川太一郎                     | 石丸博也                      |            |
| ヘンリー・ハモンド   | ウォーレン・オーツ               |                                | 加藤正之                      |            |
| ジョシュア           | R・G・アームストロング           |                                | 加藤正之                      |            |
| エルダー・ハモンド   | ジョン・アンダーソン             |                                | 渡部猛                        |            |
| ビリー・ハモンド     | ジェームズ・ドルーリー           |                                | 伊武雅刀                      |            |
| シルヴァス・ハモンド | L・Q・ジョーンズ                 |                                | 広瀬正志                      |            |
| アブナー・サンプソン | バイロン・フォルガー             |                                | 広瀬正志                      |            |
| ジミー・ハモンド     | ジョン・デイヴィス・チャンドラー |                                | 龍田直樹                      |            |
| ルーサー・サンプソン | パーシー・ヘルトン               |                                | 北村弘一                      |            |
| ケイト               | ジェニー・ジャクソン             |                                | 巴菁子                        |            |
| トリヴァー判事       | エドガー・ブキャナン             |                                |                               |            |
| 炭坑夫               | フランク・ハグニイ               |                                |                               |            |
| 炭坑夫               | ジャック・ケニー                 |                                |                               |            |
| ハンク               | マイケル・T・ミクラー            |                                |                               |            |
| 警察官               | ドン・ケネディ                   |                                |                               |            |
| サルーンの少女       | キャメロン・フィリップス         |                                |                               |            |
|                      |                                  |                                |                               |            |
| 演出                 | 演出                             |                                | 春日正伸                      |            |
| 翻訳                 | 翻訳                             |                                | 進藤光太                      |            |
| 効果                 |                                  |                                |                               |            |
| 調整                 |                                  |                                |                               |            |
| 制作                 | 制作                             |                                | 千代田プロダクション          |            |
| 解説                 | 解説                             | 芥川也寸志                     | 深沢哲也                      |            |
| 初回放送             | 初回放送                         | 1970年2月26日 『木曜洋画劇場』 | 1981年2月5日 『木曜洋画劇場』 |            |

※東京12ch新版の吹替はDVD収録

## 評価と影響
メトロ・ゴールドウィン・メイヤーの記録によると、本作は16万ドルの損失を出した。
チャールトン・ヘストンは本作を鑑賞した後、ハリー・ジュリアン・フィンクが執筆した『ダンディー少佐』（1965年）の脚本をペキンパーに渡した。

## 関連文献
- Bliss, Michael (1993). Justified Lives: Morality and Narrative in the Films of Sam Peckinpah. Southern Illinois University Press. ISBN 978-0-8093-1823-0
- Dukore, Bernard F. (1999). Sam Peckinpah's Feature Films. University of Illinois Press. ISBN 978-0-252-02486-3
- Engel, Leonard ed. (2003). Sam Peckinpah's West: New Perspectives. University of Utah Press. ISBN 978-0-87480-772-1
- Evans, Max (1972). Sam Peckinpah: Master of Violence. Dakota Press. ISBN 978-0-88249-011-3
- Fine, Marshall (1991). Bloody Sam: The Life and Films of Sam Peckinpah. Donald I. Fine. ISBN 978-1-55611-236-2
- Hayes, Kevin J. (2008). Sam Peckinpah: Interviews. University Press of Mississippi. ISBN 978-1-934110-63-8
- Seydor, Paul (1996). Peckinpah: The Western Films, A Reconsideration. University of Illinois Press. ISBN 978-0-252-02268-5
- Simons, John L. (2011). Peckinpah's Tragic Westerns: A Critical Study. McFarland. ISBN 978-0-7864-6133-2
- Weddle, David (1994). If They Move ... Kill 'Em! The Life and Times of Sam Peckipah. Grove Press. ISBN 978-0-8021-1546-1